# Thelypteris argentina
Thelypteris argentina är en kärrbräkenväxtart som först beskrevs av Georg Hans Emmo Wolfgang Hieronymus, och fick sitt nu gällande namn av Delia Abbiatti. Thelypteris argentina ingår i släktet Thelypteris och familjen Thelypteridaceae. Inga underarter finns listade.